# Ragundagranit

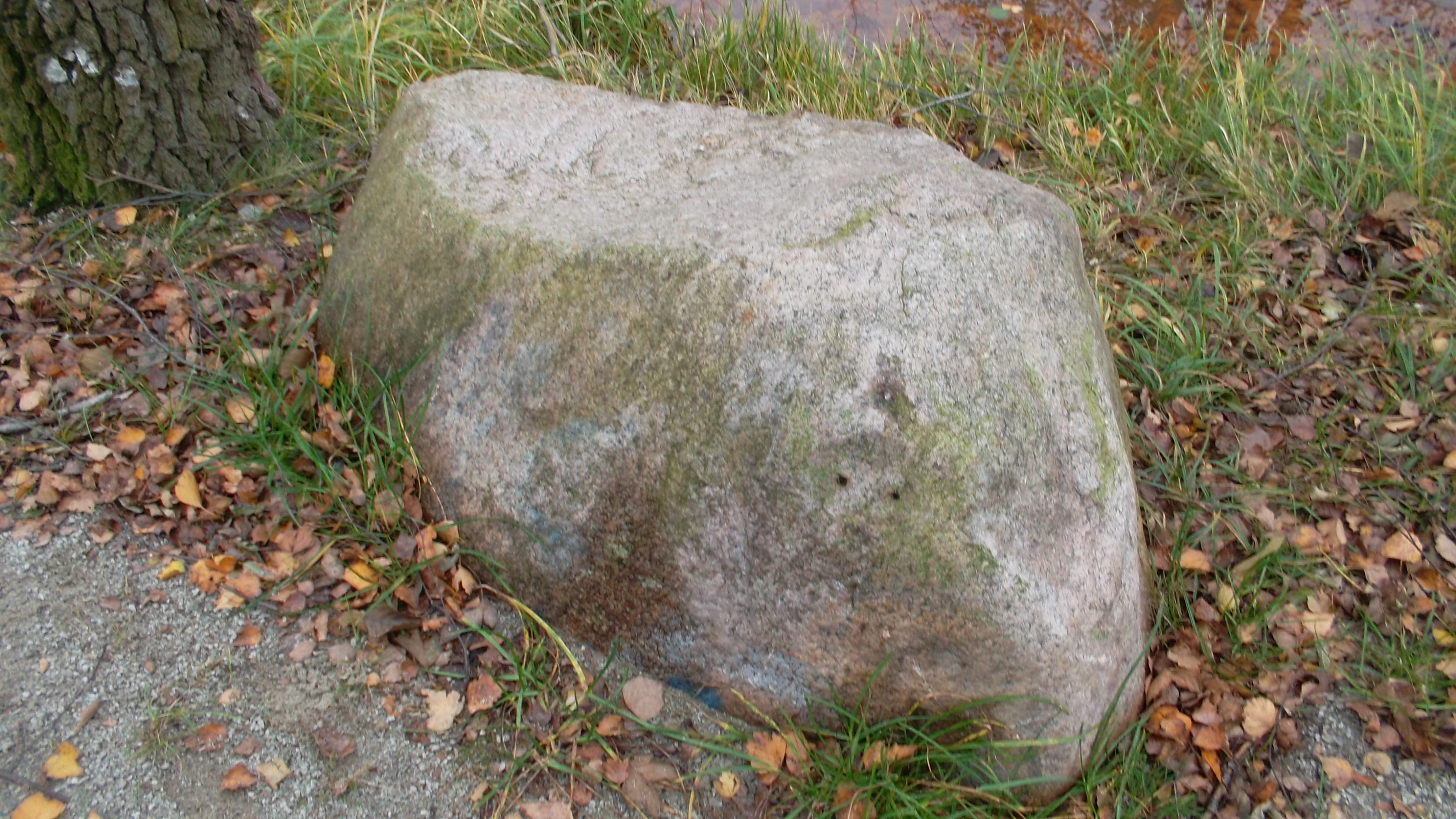
Ragundagranit

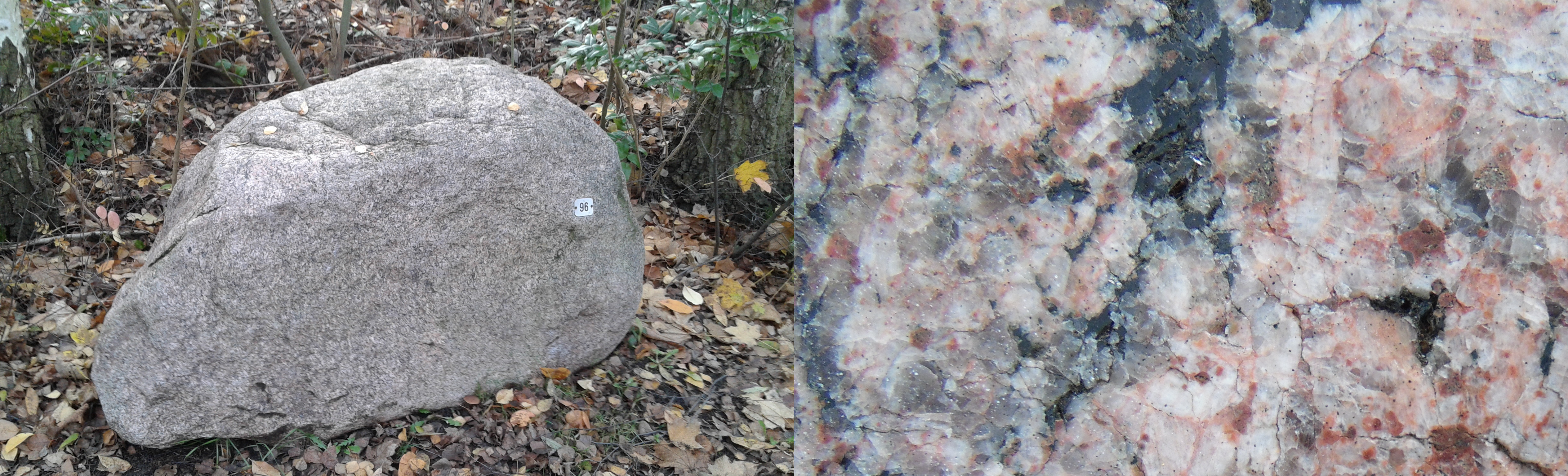
Ragundagranit

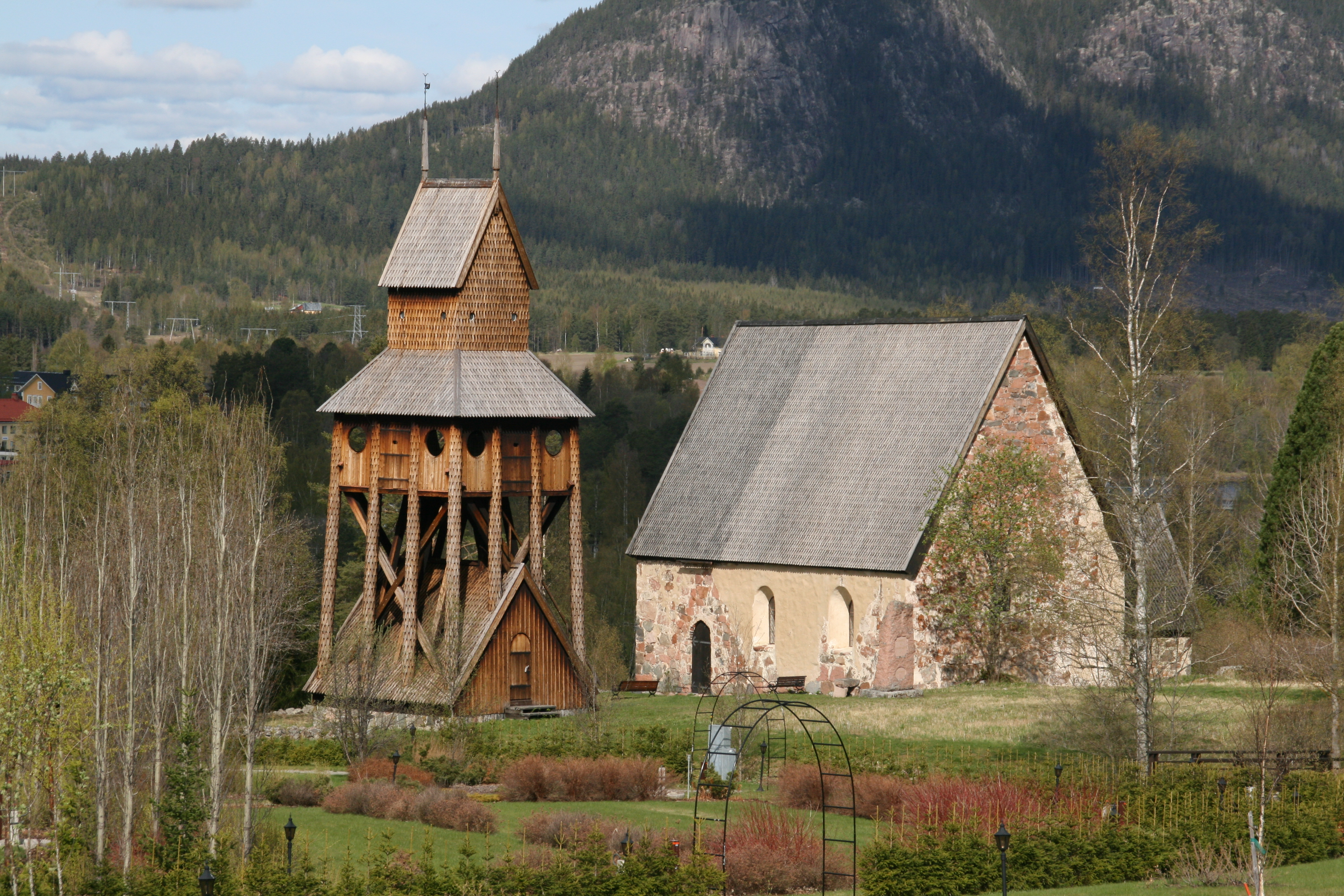
Ragunda gamla kyrka

Ragundagranit är en rödaktig granit av rapakivityp som finns på ett ungefär 550 km² stort område omkring Ragunda och mellan Hammarstrand och Helgums kyrka över gränsen mellan Jämtland och Ångermanland.
Bergarten är välexponerad, där Indalsälven och Faxälven har skurit sig genom klipporna, och blottningar finns också där vägar byggts under senare årtionden.  
Ragunda gamla kyrka från slutet av 1400-talet är en stenkyrka som delvis är byggd i ragundagranit.